# Santa Maria in Re (Neuschenau)

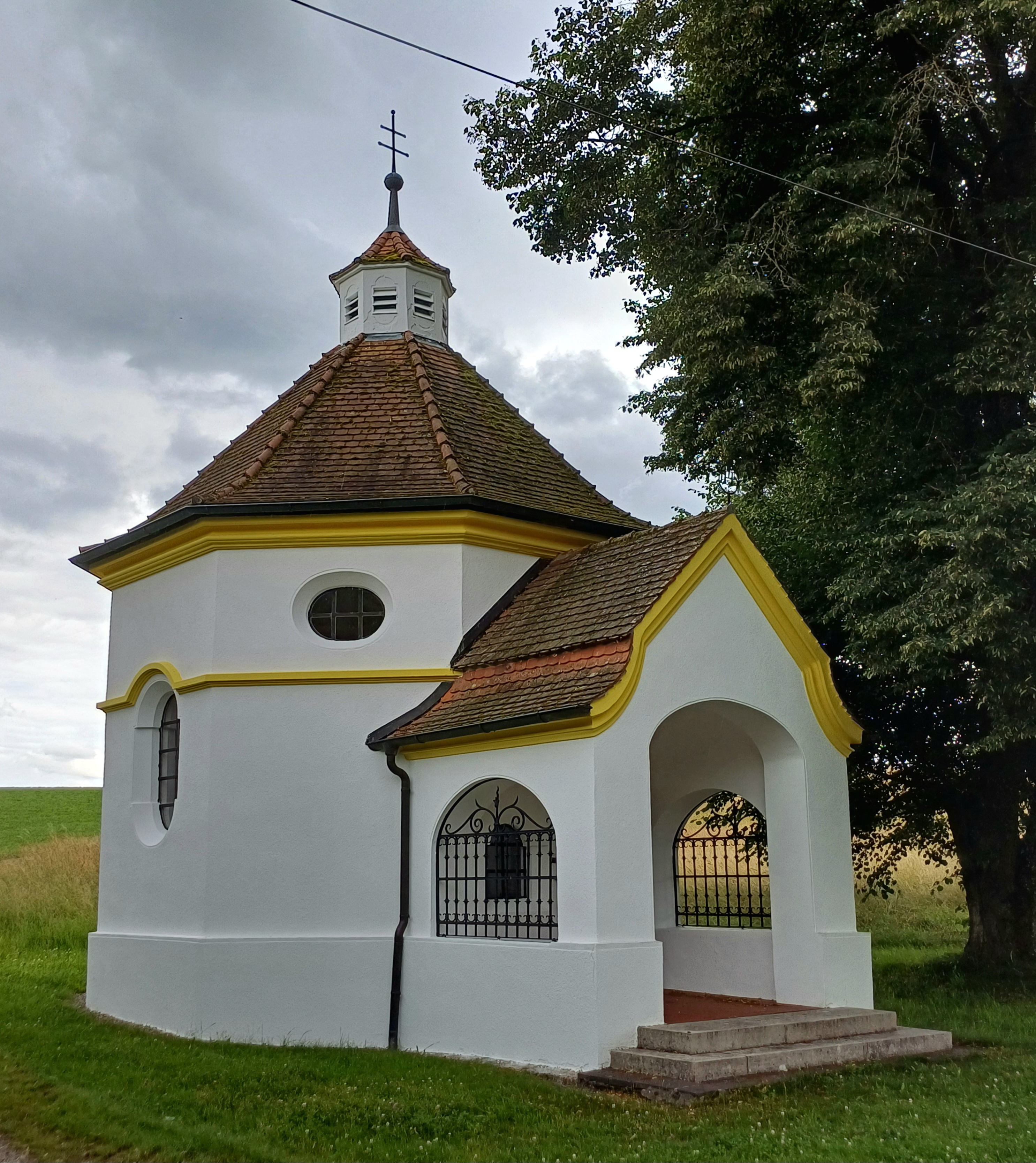
Santa Maria in Re (Neuschenau)

Santa Maria in Re ist eine römisch-katholische Kapelle in Neuschenau, einem Stadtteil von Wertingen im schwäbischen Landkreis Dillingen an der Donau in Bayern. Das Bauwerk aus dem 20. Jahrhundert ist in der Liste der Baudenkmäler in Wertingen als Baudenkmal unter der Nr. D-7-73-182-57 eingetragen.

## Beschreibung
Der neobarocke Zentralbau auf achteckigem Grundriss wurde 1910 errichtet. Er ist mit einem Zeltdach bedeckt, auf dessen Spitze sich eine achteckige Laterne erhebt, die den Glockenstuhl beherbergt. Auf dem Altarretabel des Hochaltars befindet sich eine Kopie mit vergoldeter Ornamentik des Gnadenbildes der Wallfahrtskirche der Madonna del Sangue in Re. Die Kapelle wurde in den Jahren 1990 und 1993 vom Besitzer Leonhard Probst renoviert.